# Baseodiscus multiporatus
Baseodiscus multiporatus är en djurart som tillhör fylumet slemmaskar, och som först beskrevs av Punnett 1900.  Baseodiscus multiporatus ingår i släktet Baseodiscus och familjen Valenciniidae. Inga underarter finns listade i Catalogue of Life.